# Castello di Viano (Viano)
Il Castello di Viano è un edificio che si trova a Viano, in provincia di Reggio Emilia.

## Storia
Il castello era già in possesso dei Da Fogliano nel 1335, mentre nel 1370 risulta la costruzione di un nuovo castello, forse dopo la rovina del precedente. Il castello, dopo una breve appartenenza agli Estensi, rimase di proprietà dei Da Fogliano fino al 1589. Dopo un periodo di abbandono, è stato restaurato negli anni '70 del Novecento. L’intero complesso del borgo e castello in proprietà della famiglia Corti.

## Architettura
La struttura presenta un'alta torre quadrata merlata e il palazzo signorile con una torre circolare che sorge verso est. Tra i due edifici, vi è il borgo. La torre a pianta quadrata, di proprietà pubblica, è stata oggetto di restauri nel XIX e XX secolo. L'edificio abitativo invece è caratterizzato da una pianta rettangolare articolata su due livelli. Le facciate presentano strette finestre medievali e portali in arenaria e cotto.